# 日本の海水浴場一覧
日本の海水浴場一覧（にほんのかいすいよくじょう いちらん）は、日本にある海水浴場の一覧である。

## はじめに
- 日本において、海水浴場ではない水浴場として淡水系自然環境を利用した水泳場があるが、便宜上、それら（事実上、湖水浴場と河川の水浴場）も、海水浴場でないことを明示した上で記載する。
- 海岸（海浜など）とその環境を利用した施設である「海水浴場」は明確に区別する（ただし、公式が明確にしていないために区別できないものも多い）。これは「快水浴場百選」や「日本の白砂青松100選」などといった各種の環境評価に関わる。前者は海水浴場の評価であり、後者は海岸周辺の自然的環境評価である。

一覧上の表記
- 広域地方区分別・都道府県別で列記する。
- 地名・施設名の直後の丸括弧内に、縮小した仮名表記がある場合、読み方を指す。また、住所のほうで読みを示せる場合はそちらを優先する。

### 都道府県別の海水浴場の数
帝国書院によると、2022年の時点で日本国内の海水浴場の総数は990か所であり、都道府県別では、新潟県が最も多く、大阪府が最も少ない。内陸県のうち琵琶湖のある滋賀県以外の7県（栃木県・群馬県・埼玉県・山梨県・長野県・岐阜県・奈良県）には海水浴場は無い。
| 順位 | 都道府県名 | 施設数 |
| ---- | ---------- | ------ |
| 1    | 新潟県     | 60     |
| 2    | 千葉県     | 58     |
| 3    | 福井県     | 56     |
| 4    | 静岡県     | 53     |
| 5    | 鹿児島県   | 50     |
| 6    | 長崎県     | 47     |
| 7    | 北海道     | 43     |
| 8    | 山口県     | 42     |
| 9    | 東京都     | 35     |
| 10   | 兵庫県     | 32     |

| 順位 | 都道府県名 | 施設数 |
| ---- | ---------- | ------ |
| 11   | 愛媛県     | 29     |
| 11   | 沖縄県     | 29     |
| 13   | 島根県     | 27     |
| 14   | 熊本県     | 26     |
| 15   | 香川県     | 25     |
| 16   | 青森県     | 23     |
| 16   | 三重県     | 23     |
| 18   | 大分県     | 22     |
| 18   | 神奈川県   | 22     |
| 18   | 福岡県     | 22     |

| 順位 | 都道府県名 | 施設数 |
| ---- | ---------- | ------ |
| 21   | 愛知県     | 21     |
| 21   | 石川県     | 21     |
| 23   | 福島県     | 19     |
| 23   | 和歌山県   | 19     |
| 25   | 京都府     | 18     |
| 26   | 茨城県     | 17     |
| 27   | 秋田県     | 16     |
| 27   | 広島県     | 16     |
| 29   | 宮崎県     | 15     |
| 30   | 岩手県     | 13     |

| 順位 | 都道府県名 | 施設数 |
| ---- | ---------- | ------ |
| 30   | 宮城県     | 13     |
| 32   | 鳥取県     | 12     |
| 33   | 岡山県     | 11     |
| 33   | 高知県     | 11     |
| 33   | 山形県     | 11     |
| 36   | 富山県     | 10     |
| 37   | 佐賀県     | 9      |
| 38   | 滋賀県     | 5      |
| 38   | 徳島県     | 5      |
| 40   | 大阪府     | 4      |

## 北海道地方

### 北海道
北海道の海水浴場は太平洋、オホーツク海、日本海に面する。
淡水系水浴場（湖水浴場等）は確認できない。夏季が短い上に土用波の到来も本州に比べて早いため、お盆の時期に閉場する海水浴場が多い。
記載順は、オホーツク海沿岸東端を起点として反時計回りで北海道本島を一巡りする。周辺島嶼部内では緯度の高い順。

#### オホーツク海沿岸
野付半島付近 - 宗谷岬間
- 沙留海水浴場（紋別郡興部町沙留汐見町［さるるしおみちょう］）
- 日の出岬キャンプ場（紋別郡雄武町字沢木168）

海水浴場でもある（※海水浴場としては閉鎖したか）。
- はまなす海水浴場（枝幸郡枝幸町岡島）[2]

#### 日本海沿岸
宗谷岬 - 積丹岬間
- 西稚内海水浴場（稚内市野寒布岬）

日本最北の海水浴場 (cf.)。ただし、毎年の開設期間は極めて短い上、気候によっては開設しない。
- 坂の下海水浴場（稚内市坂の下。利尻礼文サロベツ国立公園内）

設備が充実していて毎年開設されて賑わう、日本最北の海水浴場 (cf.)。
- えんべつみなくるびーち（天塩郡遠別町字富士見地先）[4][5]
- 初山別村豊岬海水浴場（苫前郡初山別村豊岬）[4][2]
- はぼろサンセットビーチ（苫前郡羽幌町港町5丁目地先）[4][2]
- 白浜海岸（苫前郡羽幌町大字焼尻字白浜）[2]
- とままえ夕陽ヶ丘ホワイトビーチ（苫前郡苫前町字栄浜55-3）[4][2]
- おにしかツインビーチ（留萌郡小平町字鬼鹿元浜）[4][2]
- 臼谷海水浴場（留萌郡小平町字臼谷［うすや］）[4]
- ゴールデンビーチるもい（留萌市沖見町）：人工海浜。[4][2]
- 塩見海水浴場（留萌市塩見町）[6]
- 浜中海水浴場（留萌市浜中町）[7]
- 暑寒海水浴場（増毛郡増毛町暑寒海岸町［しょかんかいがんちょう］）：2011年に閉鎖[8]。
- 川下海水浴場（石狩市浜益区川下［かわしも］）[9]
- 毘砂別海水浴場（石狩市浜益区毘砂別［びしゃべつ］）[10]
- 濃昼海水浴場（石狩市厚田区濃昼［ごきびる］）[9]
- 厚田ビーチセンター（石狩市厚田区別狩10）[9][2]
- 厚田海浜プール（石狩市厚田区厚田）[9]
- 望来中央浜海水浴場（石狩市厚田区望来［もうらい］）[9][2]
- 望来南浜海水浴場（石狩市厚田区望来）[9]
- あそびーち石狩（石狩浜海水浴場）（石狩市弁天町地先）[9][2]
- おたるドリームビーチ（小樽市銭函3丁目75）　[11][2]
- サンセットビーチ銭函（小樽市銭函3丁目）[11]
- 銭函海水浴場（小樽市銭函3丁目389）[11][2]
- 朝里海水浴場（小樽市朝里4丁目）[11]
- 東小樽海水浴場（小樽市船浜町）[11]
- オタモイ海岸 海水浴適地（小樽市オタモイ4丁目）
- 豊井浜海水浴場（小樽市祝津1丁目）：2011年時、非開設。[11]
- 塩谷海水浴場（小樽市塩谷1丁目）：2011年時、非開設。[11]
- 蘭島海水浴場（小樽市蘭島1丁目）：北海道海水浴場開設発祥之地[注 1][11][2]。
- サンリバー海水浴場（小樽市蘭島1丁目）[11]
- 浜中・モイレ海水浴場（モイレ・浜中海水浴場）（余市郡余市町浜中町地先）
- フゴッペ海水浴場（余市郡余市町栄町）
- 歌棄海水浴場（古平郡古平町大字歌棄町［うたすつちょう］）

積丹岬 - 白神岬間
- 前浜海水浴場（古宇郡神恵内村83-61地先）[12]
- 盃海水浴場（さかずきかいすいよくじょう）（古宇郡泊村大字興志内村字茂岩）[2]
- 堀株海水浴場（古宇郡泊村大字堀株村）[13]
- 雷電海水浴場（岩内郡岩内町雷電）[14]
- 島牧海水浴場（島牧郡島牧村字江ノ島、江ノ島海岸）：海岸は「日本の渚百選」入選。
- 三本杉海水浴場（久遠郡せたな町瀬棚区三本杉）[15][16][2]
- 太櫓海水浴場（ふとろかいすいよくじょう）（久遠郡せたな町北檜山区太櫓373-5地先）[17][15][2]
- 平浜海水浴場（久遠郡せたな町大成区平浜）[15][18][2]
- 賽の河原公園海水浴場（奥尻郡奥尻町字稲穂）：以下、5か所は奥尻島（離島）に所在。[19]
- 東風泊 海水浴適地（やませどまり かいすいよくてきち）（奥尻郡奥尻町字球浦）[19][2]
- 幌内海岸 海水浴適地（奥尻郡奥尻町字湯浜）[20]
- なべつる海岸 海水浴適地（奥尻郡奥尻町字奥尻）[21]
- 無縁島海岸 海水浴適地（奥尻郡奥尻町字奥尻）[22]
- かもめ島海水浴場（檜山郡江差町字鴎島［かもめじま］）[23]
- えびす浜海水浴場（檜山郡江差町字鴎島）[23]
- 元和台海浜公園「海のプール」（爾志郡乙部町字元和）

「日本の水浴場55選」「日本の水浴場88選」「快水浴場百選」に北海道で唯一入選。
- 折戸浜海水浴場（おりとはまかいすいよくじょう）（松前郡松前町館浜）[26]

#### 太平洋沿岸
白神岬 - 津軽海峡- 襟裳岬間
- 海峡横綱ビーチ（松前郡福島町）：2011年にオープンした人工海水浴場。町出身の第41代横綱千代の山雅信、第58代横綱千代の富士貢にちなんだ命名。
- 七重浜海水浴場（北斗市七重浜1丁目）
- 入舟町前浜海水浴場（函館市入舟町22番地先）
- 湯川海水浴場（函館市湯川町3丁目1番 函館市熱帯植物園前浜）：2015年に廃止を正式決定[27]。
- 有珠海水浴場（伊達市向有珠町）
- 電信浜児童遊泳場（室蘭市本町）[28]
- （廃止）イタンキ浜海水浴場（室蘭市東町3丁目）：海浜は「日本の渚百選」入選[29]。2017年を最後に海水浴場は廃止された[30]。
- 三石海浜公園（日高郡新ひだか町鳧舞161-2）
- 親子岩ふれ愛ビーチ（様似郡様似町西町）[31]

襟裳岬 - 野付半島付近
- 現在はないが、かつては十勝管内広尾郡広尾町[32]、中川郡豊頃町、十勝郡浦幌町[33]にあった。釧路・根室地方は、他地区とは異なって夏も冷涼で、当然海水は冷たいため、昔も今も存在していない。

## 東北地方

### 青森県
青森県の海水浴場は太平洋と日本海に面する。
- cf. ≪外部リンク≫ “平成23年度青森県海・湖水浴場状況”. 青森県観光情報アプティネット（公式ウェブサイト）.   青森県観光国際戦略局観光交流推進課. 2011年9月2日閲覧。
- cf. ≪外部リンク≫ “アウトドアガイド 海水・湖水浴場”. 青森県観光情報アプティネット（公式ウェブサイト）.   青森県観光国際戦略局観光交流推進課. 2011年9月2日閲覧。
- cf. ≪外部リンク≫ “青森県の海水浴場”. （公式ウェブサイト）.  第二管区海上保安本部 海洋情報部 (2007年7月6日). 2011年9月2日閲覧。

#### 太平洋沿岸
階上町 - 尻屋崎 - 大間崎間
- 白浜海水浴場（八戸市白浜海水浴場）（八戸市鮫町字堀込32番地先）：「快水浴場百選」入選。
- 蕪島海水浴場（八戸市鮫町字鮫89番地先）
- 三沢ビードルビーチ（三沢市港町）
- 烏沢海水浴場（むつ市大字関根字烏沢）：外海側。

大間崎 - 陸奥湾 - 竜飛崎間
- がんかけ公園（下北郡佐井村大字佐井字矢越80-50）：海水浴場がある。[34]
- 愛宕山海水浴場（むつ市脇野沢瀬野川目、海づり公園内）
- かわうち まりんびーち（むつ市川内砂浜地先）
- 角違海水浴場（かどいかいすいよくじょう）（むつ市大字城ヶ沢字梅ノ木11-18）
- 城ヶ沢海水浴場（むつ市大字城ヶ沢新之助）
- 赤川海水浴場（むつ市赤川町）
- 浜奥内海水浴適地（むつ市大字奥内字浜奥内）：2024年度以降は開設中止（閉鎖）[35]
- 砂浜海岸海水浴場（上北郡横浜町）
- 十符ヶ浦海水浴場（上北郡野辺地町）
- 浜子海水浴場（東津軽郡平内町浜子）
- 椿山海水浴場（東津軽郡平内町大字東田沢字横峯、椿山海岸）：海岸は「日本の渚百選」入選。
- サンセットビーチあさむし（青森市浅虫蛍谷）：人工海浜。
- 合浦公園海水浴場（青森市合浦）
- 玉松海水浴場（東津軽郡蓬田村郷沢浜田）
- 義経海浜公園海水浴場（東津軽郡外ヶ浜町字三厩）[36]
- 平舘海水浴場（平舘灯台海水浴場）（東津軽郡外ヶ浜町字平舘）[36]
- 観瀾山公園海水浴場（東津軽郡外ヶ浜町字蟹田中師宮本）[36]
- 高野崎海水浴場（東津軽郡今別町）

#### 日本海沿岸
竜飛崎- 深浦町間
- 小泊マリンパーク（北津軽郡中泊町大字小泊字砂山1203）
- 折腰内海水浴場（北津軽郡中泊町大字小泊字折腰内45番地先）
- 大澗海水浴場（北津軽郡中泊町大字小泊）
- 脇元海岸 脇元海辺ふれあいゾーン（五所川原市脇元野脇）
- マグアビーチ（つがる市富萢町屏風山地先）
- 出来島海水浴場（つがる市木造出来島地内）
- 鯵ヶ沢海水浴場（西津軽郡鰺ヶ沢町大字舞戸町）
- 千畳敷海岸 海水浴適地（西津軽郡深浦町北金ヶ沢榊原）：「日本の水浴場55選」入選。
- 風合瀬海水浴場（西津軽郡深浦町大字風合瀬［かそせ］）
- 岡崎海水浴場「天然海水プール」（西津軽郡深浦町深浦字岡崎、岡崎海岸）

「日本の水浴場88選」入選。海岸は「日本の渚百選」入選。
- 岩崎弁天島海水浴場（西津軽郡深浦町岩崎）
- 森山海岸海水浴場（西津軽郡深浦町大字森山）
- 大間越海岸海水浴場（西津軽郡深浦町大間越）

#### 湖水浴場
- わかさぎ公園湖水浴場（浜台湖水浴場）（上北郡東北町字熊堂地内外）：小川原湖を利用した淡水系水泳場（湖水浴場）。
- 小川原湖水浴場（上北郡東北町大字上野字南谷地271）：上に同じ。[37][38]
- 小川原湖湖水泳場（三沢市三沢淋代平116-2949 小川原湖畔キャンプ場内）：上に同じ。[39]
- 十三湖水泳場（五所川原市）：汽水湖の水泳場。日本最北の湖水浴場 (cf.)。

### 岩手県
岩手県の海水浴場は太平洋に面する。
- cf. 外部リンク “岩手県の海水浴場”. （公式ウェブサイト）.  第二管区海上保安本部 海洋情報部 (2007年7月6日). 2011年9月2日閲覧。

- 江戸ヶ浜海水浴場（九戸郡洋野町小路合）
- 侍浜岩場海水プール（久慈市、侍浜海岸）

侍浜海岸の岩場を掘って作られた海水プール（プールにも分類できる）。海の水を汲み上げて開設される。
- 舟渡海水浴場（久慈市長内町、小袖海岸[40]）
- 普代浜園地海水浴場（下閉伊郡普代村）
- 平井賀浜海水浴場（下閉伊郡田野畑村）
- 島越海水浴場（下閉伊郡田野畑村）
- 真崎海岸海水浴場（宮古市田老字和野）：「快水浴場百選」入選。
- 女遊戸海水浴場（宮古市崎山第6地割）：「日本の水浴場88選」「快水浴場百選」入選。
- 蛸の浜海水浴場（宮古市鍬ヶ崎第6地割 蛸の浜漁港区域内） [41]
- 浄土ヶ浜海水浴場（宮古市、浄土ヶ浜）

「日本の水浴場55選」「日本の水浴場88選」入選。「快水浴場百選」特選。海浜は「かおり風景100選」「日本の渚百選」「日本の白砂青松100選」入選。
- 藤の川海水浴場（宮古市磯鶏、藤の川海岸）
- 大須賀海水浴場（宮古市赤前第8地割）
- オランダ島（海水浴適地）（下閉伊郡山田町飯岡地内 山田湾内）
- 浦の浜海水浴場（下閉伊郡山田町船越）
- 荒神海水浴場（下閉伊郡山田町船越）
- 浪板海岸（海水浴適地）（上閉伊郡大槌町浪板）：「日本の水浴場55選」入選。
- 吉里吉里海岸海水浴場（上閉伊郡大槌町吉里吉里）
- 根浜海岸（海水浴適地）（釜石市鵜住居町）
- 荒川海水浴場（釜石市唐丹町荒川）
- 吉浜海水浴場（大船渡市三陸町吉浜字沖田）
- 越喜来・浪板海水浴場（大船渡市三陸町越喜来字浪板）
- 綾里海水浴場（大船渡市三陸町綾里字白浜）
- 高田松原海水浴場（陸前高田市、高田松原）

海岸は「日本の渚100選」「日本の白砂青松100選」等入選（※松林は東日本大震災で壊滅）。

### 宮城県
宮城県の海水浴場は太平洋に面する。
- cf. 外部リンク “宮城県の海水浴場”. （公式ウェブサイト）.  第二管区海上保安本部 海洋情報部 (2007年7月6日). 2011年9月2日閲覧。

- 小田の浜海水浴場（気仙沼市大島）：大島（島）に所在。「快水浴場百選」特選。
- お伊勢浜海水浴場（気仙沼市波路上杉の下地内）：「快水浴場百選」入選。[42]
- 小田の浜海水浴場（気仙沼市中山地内） ：「日本の水浴場88選」入選。「快水浴場百選」特選。
- 大谷海水浴場（気仙沼市本吉町三島地内）：「日本の水浴場55選」」「日本の水浴場88選」「快水浴場百選」入選。
- 小泉海水浴場（気仙沼市本吉町中島地内）：「快水浴場百選」入選。
- 長須賀海水浴場（本吉郡南三陸町歌津大沼）
- サンオーレそではま海水浴場（本吉郡南三陸町志津川袖浜）：人工海浜。「日本の水浴場88選」入選。
- 白浜海水浴場（石巻市北上町十三浜白浜地内）[43]
- 荒浜海水浴場（石巻市雄勝町船越字荒地内）
- 御前浜海水浴場（牡鹿郡女川町飯子浜地内）
- 白浜海水浴場（牡鹿郡女川町）：出島（島）に所在。
- 小屋取海水浴場（牡鹿郡女川町飯子浜字小屋取）
- 夏浜海水浴場（牡鹿郡女川町飯子浜字夏浜）：鳴き砂で知られる。
- 十八成浜海水浴場（石巻市十八成浜地内）[43]
- 網地白浜海水浴場（石巻市網地浜地内）：網地島（島）に所在。
- 田代ポケットビーチ（石巻市田代浜仁斗田地内）：田代島（島）に所在。
- 渡波海水浴場（石巻市渡波字長浜地内）
- 野蒜海水浴場（東松島市野蒜字洲崎地先）[44]
- 松ヶ島海水浴場（東松島市宮戸字松ヶ島地先海岸）
- 室浜海水浴場（東松島市宮戸字室浜地先）：宮戸島（島）に所在。
- 大浜海水浴場（東松島市宮戸字元屋敷地先）：宮戸島に所在。
- 月浜海水浴場（東松島市宮戸字村地先、宮戸字三サ河地先）：宮戸島に所在。
- 蛤浜海水浴場（東松島市宮戸字蛤浜地先）：宮戸島に所在。
- 寒風沢海水浴場（塩竈市浦戸寒風沢）：寒風沢島（島）に所在。
- 野々島海水浴場（塩竈市浦戸野々島）：野々島（島）に所在。
- 桂島海水浴場（塩竈市浦戸桂島）：桂島（島）に所在。
- 菖蒲田海水浴場（宮城郡七ヶ浜町菖蒲田浜）：高山外国人避暑地に隣接。
- 深沼海水浴場（仙台市若林区荒浜）
- ゆりあげビーチ（名取市下増田字広浦）
- 荒浜海水浴場（亘理郡亘理町荒浜、荒浜海岸）
- 鳥の海海水浴場（亘理郡亘理町荒浜）
- 山元町磯浜海水浴場（亘理郡山元町坂元字浜）

### 福島県
福島県の海水浴場は太平洋に面する。
- cf. ≪外部リンク≫ “福島県の海水浴場”. （公式ウェブサイト）.  第二管区海上保安本部 海洋情報部 (2007年7月6日). 2011年9月2日閲覧。

- 釣師浜海水浴場（相馬郡新地町谷地小屋字浜畑地内）
- 原釜尾浜海水浴場（相馬市原釜尾浜）

「日本の水浴場88選」入選。
- 北泉海水浴場（南相馬市原町区北泉）
- 村上海水浴場（南相馬市小高区村上字横砂）
- 請戸海水浴場（双葉郡浪江町請戸）
- 双葉海水浴場（双葉郡双葉町郡山字北磯坂地内）

「日本の水浴場55選」「日本の水浴場88選」「快水浴場百選」入選。
- 熊川海水浴場（双葉郡大熊町大字熊川字久麻川）
- 岩沢海水浴場（双葉郡楢葉町大字山田浜字シウ神山46）
- 久之浜海水浴場（いわき市久之浜町田之網字横内）[45]
- 波立海水浴場（いわき市久之浜町田之網字横内）
- 四倉海水浴場（いわき市四倉町東4丁目）
- 新舞子ビーチ海水浴場（いわき市平藤間鯨）

新舞子ビーチ（海浜）は「日本の白砂青松100選」入選。
- 薄磯海水浴場（いわき市平薄磯字宿崎および小塚地先、薄磯海岸）

海岸は「日本の渚100選」入選。
- 豊間海水浴場（いわき市平豊間字合磯地先）
- 合磯海水浴場（いわき市平豊間字八幡町地先）＜廃止＞
- 永崎海水浴場（いわき市永崎字川畑）
- 小浜海水浴場（いわき市小浜海水浴場）（いわき市小浜町渚）
- 勿来海水浴場（いわき市勿来町九面周辺）
- いわきサンマリーナ海水浴場（いわき市泉町下川大畑262）

「いわき小名浜みなとオアシス」に含まれる剣浜地区（いわきサンマリーナ）内にある一区域。

#### 湖水浴場
猪苗代湖を利用した淡水系水泳場（湖水浴場）。
記載順は、猪苗代町西端を起点、会津若松市東端を終点として、湖畔を時計回りで一巡りする。
- 長浜水泳場（猪苗代町長浜水泳場）（耶麻郡猪苗代町大字翁沢字長浜、長浜）
- 蟹沢浜水泳場（耶麻郡猪苗代町大字翁沢字浜下、蟹沢浜）
- 白鳥浜水泳場（猪苗代町白鳥浜水泳場）（耶麻郡猪苗代町猪苗代町堅田入江前、白鳥浜）

沖に白鳥渡来地がある。
- 天神浜水泳場（耶麻郡猪苗代町中小松、天神浜）
- 志田浜水泳場（耶麻郡猪苗代町大字壷場字志田浜、志田浜）

北東岸に所在。猪苗代湖で最大の規模。
- 上戸浜水泳場（耶麻郡猪苗代町上戸浜）
- 浜路第一湖水浴場（郡山市湖南町浜路字前田、浜路浜）[47][48]
- 浜路第二湖水浴場（郡山市湖南町浜路、浜路浜）
- 横沢浜湖水浴場（郡山市湖南町横沢、横沢浜）
- 舘浜湖水浴場（郡山市湖南町舘字浜、舘浜）
- 舟津浜湖水浴場（郡山市湖南町舟津、舟津公園内、舟津浜）
- 青松浜湖水浴場（郡山市湖南町福良、青松浜）
- 秋山浜湖水浴場（郡山市湖南町赤津、秋山浜）
- 崎川浜水泳場（会津若松市湊町大字静潟字平浜、崎川浜）[49]
- 中田浜水泳場（会津若松市湊町静潟小浜、中田浜）
- 小石ヶ浜水泳場（会津若松市湊町大字赤井字材木山、小石ヶ浜）

沼沢湖を利用した湖水浴場
- 沼沢湖水浴場（大沼郡金山町大字大栗山字荒浜[50]）：沼沢湖自然休養村センター内。[51][52]

### 秋田県
秋田県の海水浴場は日本海に面する。
- cf. ≪外部リンク≫ “秋田県の海水浴場”. （公式ウェブサイト）.  第二管区海上保安本部 海洋情報部 (2007年7月6日). 2011年9月2日閲覧。

八峰町北端 - 入道崎間
- 滝ノ間海水浴場（山本郡八峰町滝ノ間）
- 岩館海水浴場（山本郡八峰町岩館）
- 岩館海岸海浜プール（山本郡八峰町岩館）：人工海浜。
- 落合海水浴場（能代海水浴場）（能代市）：2008年以降、休止[53]。
- 釜谷浜海水浴場（山本郡三種町大口字釜谷）

「日本の水浴場88選」「快水浴場百選」入選。
- 入道崎（にかほ市南端間）
- 戸賀海水浴場（男鹿市戸賀）
- 五里合海水浴場（男鹿市五里合）
- 宮沢海水浴場（男鹿市野石字大場沢下）

「日本の水浴場55選」「日本の水浴場88選」「快水浴場百選」入選。
- 出戸浜海水浴場（潟上市天王字下浜山）
- 下浜海水浴場（秋田市下浜羽川）
- 桂浜海水浴場（秋田市桂浜海水浴場）（秋田市桂浜）
- 浜田浜海水浴場（秋田市浜田、2022年現在遊泳禁止）
- 道川海水浴場（由利本荘市岩城道川）
- 本荘マリーナ海水浴場（由利本荘市石脇字田尻地内）

本荘マリーナの一部施設。「日本の水浴場55選」「日本の水浴場88選」入選。
- 西目海水浴場（由利本荘市西目町沼田）
- 平沢海水浴場（にかほ市平沢海水浴場）（にかほ市平沢）
- 赤石浜海水浴場（にかほ市金浦字赤石）
- 象潟海水浴場（にかほ市象潟町入湖ノ澗、象潟海岸）

「快水浴場百選」入選。海岸は「日本の渚百選」「日本の夕陽百選」入選。
- 小砂川海水浴場（にかほ市象潟町小砂川清水場）

#### 湖水浴場
- 春山水泳場（仙北市）：田沢湖を利用した淡水系水泳場（湖水浴場）。

### 山形県
山形県の海水浴場は日本海に面する。
- cf. ≪外部リンク≫ “庄内沿岸海水浴情報”. やまがたへの旅（公式ウェブサイト）.   やまがた観光情報センター（山形県）. 2011年9月3日閲覧。
- cf. ≪外部リンク≫ “山形県の海水浴場”. （公式ウェブサイト）.  第二管区海上保安本部 海洋情報部 (2007年7月6日). 2011年9月2日閲覧。

- 釜磯海水浴場（飽海郡遊佐町吹浦字釜磯地内）[54]
- 西浜海水浴場（遊佐町西浜海水浴場）（遊佐町吹浦字西浜地内）

「日本の水浴場55選」「日本の水浴場88選」「快水浴場百選」入選。
- 十里塚海水浴場（遊佐町菅里字十里塚地内）[54]
- 飛島海水浴場（酒田市飛島）：飛島（離島）に所在。飛島は「日本の秘境100選」入選。
- 宮海海水浴場（酒田市宮海）
- 浜中あさり海水浴場（酒田市浜中）
- 湯野浜海水浴場（鶴岡市）：山形県内最大規模[55]。

湯野浜海岸は「日本の夕陽百選」入選。
- 加茂レインボービーチ（鶴岡市加茂地内）：人工海浜。
- 由良海水浴場（鶴岡市由良地内、由良海岸）

「日本の水浴場55選」「日本の水浴場88選」「快水浴場百選」入選。海岸は「日本の渚百選」入選。
- 三瀬海水浴場（鶴岡市三瀬地内）
- 小波渡海水浴場（鶴岡市小波渡地内）
- 温海海水浴場（鶴岡市温海地内）
- マリンパークねずがせき（鶴岡市鼠ヶ関地内）：「日本の水浴場88選」「快水浴場百選」入選。[55]

## 関東地方

### 茨城県
茨城県の海水浴場は太平洋に面する。かつては霞ヶ浦を利用した湖水浴場も存在した。霞ヶ浦の湖水浴場は10年間なかったが、ミニ湖水浴場として1995年に復活した。
- 磯原二ツ島海水浴場（北茨城市磯原町磯原）
- 高萩海水浴場（高萩市有明町）
- 伊師浜海水浴場（日立市十王町伊師、伊師浜海岸）

「日本の水浴場88選」「快水浴場百選」入選。海岸は「日本の白砂青松百選」入選。
- 川尻海水浴場（日立市川尻町）
- 会瀬海水浴場（日立市会瀬町）
- 河原子海水浴場（日立市河原子町）

「日本の水浴場88選」「快水浴場百選」入選。
- 水木海水浴場（日立市水木町）：「快水浴場百選」入選。
- 久慈浜海水浴場（日立市久慈町）
- 阿字ヶ浦海水浴場（ひたちなか市阿字ケ浦町）
- 平磯海水浴場（ひたちなか市平磯町）
- 姥の懐マリンプール（うばのふところマリンプール）（ひたちなか市殿山町1丁目）

：潮汐によって海から自然に水が供給される海水プール。プールにも分類できる。
- 大洗海水浴場（東茨城郡大洗町磯浜町地先、大洗海岸）

「日本の水浴場55選」入選。
- 大洗サンビーチ海水浴場（東茨城郡大洗町大貫町地先）

「快水浴場百選」入選。
- 玉田海水浴場※玉田ビーチ（鉾田市玉田）
- 野田海水浴場（鉾田市玉田）
- 冷水海水浴場（鉾田市冷水）
- 滝浜海水浴場※エメラルドビーチ（鉾田市滝浜）
- 大竹海岸鉾田海水浴場（鉾田市大竹）
- 汲上別所釜海岸海水浴場（くみあげべっしょがまかいすいよくじょう）（鉾田市汲上）
- 京知釜海水浴場（きょうちがまかいすいよくじょう）（鉾田市飯島）
- 下津海水浴場（鹿嶋市下津）
- 平井海水浴場（鹿嶋市平井）
- 日川浜海水浴場（にっかわはまかいすいよくじょう）（神栖市日川字海岸砂間地先）
- 波崎海水浴場（神栖市波崎9572番地1地先）

「日本の水浴場55選」「日本の水浴場88選」「快水浴場百選」入選。
- 行方市天王崎湖水浴場（なめかたしてんのうざきこすいよくじょう）

### 千葉県
千葉県の海水浴場は太平洋および東京湾（大部分は館山湾、浦賀水道）に面する。かつては霞ヶ浦や手賀沼を利用した湖水浴場も存在した。
海水浴場数は日本一である。サーフスポットも多く世界大会も開かれる。

#### 太平洋沿岸（外房）
- 海鹿島海水浴場（銚子市）
- 長崎海水浴場（銚子市）
- 銚子マリーナ海水浴場（銚子市）
- 九十九里海岸海水浴場一覧 -「日本の白砂青松100選」、「日本の渚百選」入選
  - 飯岡海水浴場（旭市）
  - 矢指ヶ浦海水浴場（旭市）
  - 中谷里海水浴場（旭市）
  - 木戸浜海水浴場（横芝光町）
  - 屋形海水浴場（横芝光町）
  - 殿下海水浴場（蓮沼海水浴場）（山武市）
  - 中下海水浴場（山武市）
  - 南浜海水浴場（山武市）
  - 小松海水浴場（山武市）
  - 白幡・井之内海水浴場（山武市）
  - 本須賀海水浴場（山武市）
  - 作田海水浴場（九十九里町）
  - 片貝海水浴場（九十九里町）
  - 真亀海水浴場（九十九里町）
  - 北今泉海水浴場（大網白里市）
  - 中央海水浴場（白里中央海水浴場）（大網白里市）
  - 南四天木海水浴場（大網白里市）
  - 剃金海水浴場（白子町）
  - 五井海水浴場（白子町）
  - 中里海水浴場（白子町）
  - 幸治海水浴場（白子町）
  - 城之内海水浴場（長生村）
  - 一松海水浴場（長生村）
  - 一宮海水浴場（一宮町）
  - 新浜海水浴場（一宮町）
  - 東浪見海水浴場（一宮町）
  - 太東海水浴場（いすみ市）
- 大原海水浴場（いすみ市）
- 岩和田海水浴場（御宿町）
- 御宿中央海水浴場（御宿町）
- 浜海水浴場（御宿町）
- 勝浦中央海水浴場（勝浦市）
- 鵜原海水浴場（勝浦市）
  - 「日本の渚百選」入選
- 守谷海水浴場（勝浦市）
  - 「日本の水浴場88選」「快水浴場百選」「日本の渚百選」入選

- 興津海水浴場（勝浦市）
- 内浦海水浴場（鴨川市）
- 城崎海水浴場（鴨川市）
- 前原海水浴場（鴨川市）
  - 「日本の渚百選」入選
- 太海海水浴場（鴨川市）
- 江見海水浴場（鴨川市）
- 和田浦海水浴場（花園海水浴場）（南房総市）
  - 「日本の水浴場55選」「日本の水浴場88選」「快水浴場百選」入選

- 瀬戸浜海水浴場（南房総市）
- 南千倉海水浴場（南房総市）
- 塩浦海水浴場（南房総市）
- 名倉海水浴場（南房総市）
- 根本海水浴場（南房総市）
- 相浜海水浴場（館山市）

#### 館山湾・浦賀水道沿岸（内房）
- 西岬海水浴場（館山市）
- 波左間海水浴場（館山市）
- 沖ノ島海水浴場（館山市）
- 新井海水浴場（館山市）
- 北条海水浴場（鏡ヶ浦海水浴場）（館山市）
- 那古海水浴場（館山市）
- 船形海水浴場（館山市）
- 多田良西浜海水浴場（南房総市）
- 南無谷北海水浴場（南房総市）
- 岩井海岸海水浴場（南房総市）
- 多田良北浜海水浴場（南房総市）
- 原岡海水浴場（南房総市）
- 豊岡海水浴場（南房総市）
- 勝山海水浴場（鋸南町）
- 大六海水浴場（鋸南町）
- 保田第一海水浴場（鋸南町）
- 元名海水浴場（鋸南町）
- 金谷海水浴場（富津市）
- 竹岡海岸海水浴場（富津市）
- 上総湊海水浴場（富津市）
- 新舞子海水浴場（富津市）
- 大貫中央海水浴場（富津市）
- 富津海水浴場（富津市）

#### 東京湾沿岸
- いなげの浜海水浴場（千葉市美浜区）
  - 日本初の人工海浜

### 東京都
東京都の海水浴場は全て太平洋上の離島に所在する。かつては多摩川を利用した水泳場も存在した。
- 野田浜海水浴場（大島町）
- 本村前浜海水浴場（新島村新島）

「日本の水浴場55選」「日本の水浴場88選」入選。
- 泊海水浴場（新島村式根島）

「日本の水浴場88選」入選。
- 前浜海水浴場（神津島村）
- 底土海水浴場（八丈町）
- 横間海水浴場（八丈町）

### 神奈川県
神奈川県の海水浴場は太平洋に面する。
- 海の公園（横浜市金沢区）

：人工海浜を利用。
- 猿島海水浴場（横須賀市）
- 走水海水浴場（横須賀市）
- 観音崎海水浴場（横須賀市）
- 津久井浜海水浴場（横須賀市）
- 芦名海水浴場（横須賀市）
- 秋谷海水浴場（横須賀市）
- 久留和海水浴場（横須賀市）
- 三浦海岸海水浴場（三浦海岸）（三浦市）
- 菊名海水浴場(三浦市)
- 金田海水浴場（三浦市）
- 大浦海水浴場（三浦市）
- 荒井浜海水浴場（三浦市）

「日本の水浴場55選」「日本の水浴場88選」入選。
- 胴網海水浴場（三浦市）
- 横堀海水浴場（三浦市）
- 三戸海水浴場（三浦市）
- 和田長浜海水浴場（三浦市）
- 長者ヶ崎海水浴場（葉山町）
- 一色海水浴場（葉山町）

「日本の水浴場55選」「日本の水浴場88選」入選。
- 森戸海水浴場（葉山町）
- 逗子海水浴場（逗子市）
- 材木座海水浴場（鎌倉市、材木座海岸）
- 由比ヶ浜海水浴場（鎌倉市、由比ヶ浜）

「日本の水浴場88選」入選。
- 片瀬東浜海水浴場（藤沢市）

「日本の水浴場55選」「日本の水浴場88選」入選。
- 片瀬西浜・鵠沼海水浴場（藤沢市）
- 辻堂海水浴場（藤沢市）
- サザンビーチちがさき（茅ヶ崎市）
- 湘南ひらつかビーチパーク（平塚市）
- 大磯海水浴場（大磯町）
- 袖ヶ浦海水浴場（二宮町）
- 岩海水浴場（真鶴町）

「源頼朝船出の浜」とも呼ばれる。
- 湯河原海水浴場（湯河原町）

### 内陸県（関東地方）
内陸県である栃木県・群馬県・埼玉県では、淡水系の水泳場も確認できない。

## 中部地方

### 太平洋沿岸

#### 静岡県
静岡県の海水浴場は太平洋に面する。
- 熱海サンビーチ（熱海市）
- 長浜海水浴場（熱海市）
- 中野海水浴場（熱海市）
- 宇佐美海水浴場（伊東市）
- 伊東海水浴場（伊東オレンジビーチ）（伊東市）
- 川奈海水浴場（伊東市）
- 今井浜海水浴場（河津町）
- 白浜中央海水浴場（下田市）

「日本の水浴場88選」「快水浴場百選」入選。
- 白浜大浜海水浴場（下田市）
- 外浦海水浴場（下田市）

「快水浴場百選」入選。
- 鍋田浜海水浴場（下田市）
- 多々戸浜海水浴場（下田市）
- 入田浜海水浴場（下田市）
- 吉佐美大浜海水浴場（下田市）
- 田牛海水浴場（下田市）
- 弓ヶ浜海水浴場（南伊豆町）

「快水浴場百選」入選。
- ヒリゾ浜（南伊豆町）
- 谷川浜（南伊豆町）
- 大浜海水浴場（西伊豆町）
- 土肥海水浴場（伊豆市）

「日本の水浴場88選」入選。
- 大瀬海水浴場（沼津市）

「快水浴場百選」入選。
- 若松海水浴場（沼津市）
- らららサンビーチ（沼津市）
- 我入道海水浴場（沼津市）
- 千本浜海水浴場（千本浜）（沼津市）
- 三保海水浴場（静岡市清水区）
- 真崎海水浴場（静岡市清水区）
- 浜当目海水浴場（焼津市）
- 静波海水浴場（牧之原市）
- 鹿島海水浴場（牧之原市）
- 片浜海水浴場（牧之原市）
- 相良サンビーチ（牧之原市）
- 御前崎海水浴場（御前崎市）

「日本の水浴場55選」「快水浴場百選」入選。
- 村櫛海水浴場（浜松市中央区）
- 舘山寺サンビーチ（浜松市中央区）（浜名湖）
- 女河浦海水浴場（湖西市）（浜名湖）

#### 愛知県
愛知県の海水浴場は太平洋に面する。
- 伊良湖海水浴場（田原市）

「日本の水浴場55選」入選。
- 新江比間海水浴場（田原市）
- 東江比間海水浴場（田原市）
- 宇津江海水浴場（田原市）
- 仁崎海水浴場（田原市）

「日本の水浴場88選」入選。
- 白谷海水浴場（田原市）
- 三谷温泉海水浴場（蒲郡市）
- 三河大島海水浴場（蒲郡市）
- 西浦温泉バームビーチ（蒲郡市）
- 東幡豆海水浴場（西尾市）
- 寺部海水浴場（西尾市）
- 吉良海水浴場（宮崎海水浴場）（西尾市）

「日本の水浴場88選」入選。
- 吉良恵比寿海水浴場（西尾市）
- 河和海水浴場（美浜町）
- 奥田海水浴場（美浜町）
- 若松海水浴場（美浜町）
- 野間海水浴場（美浜町）
- 小野浦海水浴場（美浜町）
- 鳶ヶ崎海水浴場（南知多町）
- 白浜海水浴場（南知多町）
- 大浦海水浴場（南知多町）
- 日間賀島東浜海水浴場（南知多町）
- 日間賀島西浜海水浴場（南知多町）
- 篠島海水浴場（南知多町）
- 山海海水浴場（南知多町）
- 千鳥ヶ浜海水浴場（内海海水浴場）（南知多町）
- 坂井海水浴場（常滑市）
- 大野海水浴場（常滑市）
- ブルーサンビーチ（新舞子マリンパーク）（知多市）

### 日本海沿岸

#### 新潟県
新潟県の海水浴場は日本海に面する。
- 暮石海水浴場（村上市）
- 今川海水浴場（村上市）
- 笹川海水浴場（村上市）
- 鳥越山海水浴場（村上市）
- 柏尾海水浴場（村上市）
- 間島海水浴場（村上市）
- 野潟海水浴場（村上市）
- 大月海水浴場（村上市）
- 瀬波温泉海水浴場（村上市）

「快水浴場百選」入選。
- 岩船海水浴場（村上市）
- 村松浜海水浴場（胎内市）
- 藤塚浜海水浴場（新発田市）
- 次第浜海水浴場（聖籠町）
- 網代浜海水浴場（聖籠町）
- 内浦海水浴場（粟島浦村）
- 釜谷海水浴場（粟島浦村）
- 島見浜海水浴場（新潟市北区）
- 山ノ下船江町浜海水浴場（新潟市東区）
- 日和山浜海水浴場（新潟市中央区）
- 関屋浜海水浴場（新潟市中央区）
- 小針浜海水浴場（青山海岸海水浴場）（新潟市西区）
- 内野浜海水浴場（新潟市西区）
- 内野上新町浜海水浴場（新潟市西区）
- 四ツ郷屋浜海水浴場（新潟市西区）
- 越前浜海水浴場（新潟市西蒲区）
- 角田浜海水浴場（新潟市西蒲区）
- 浦浜海水浴場（新潟市西蒲区）
- 間瀬下山海水浴場（新潟市西蒲区）
- 田ノ浦海水浴場（新潟市西蒲区）
- 野積海水浴場（長岡市）
- 寺泊中央海水浴場（長岡市）
- 中央海水浴場（長岡市）
- 金山海水浴場（長岡市）
- 郷本海水浴場（長岡市）
- 井鼻海水浴場（出雲崎町）
- 尼瀬海水浴場（出雲崎町）
- 出雲崎海水浴場（出雲崎町）
- 石地中央海水浴場（柏崎市）
- 石地海水浴場（柏崎市）
- 大崎海水浴場（柏崎市）
- 長浜海水浴場（柏崎市）
- 高浜海水浴場（柏崎市）
- 柏崎中央海水浴場（柏崎市）
- 番神海水浴場（柏崎市）

「快水浴場百選」入選。
- 鯨波海水浴場（柏崎市）
- 西鯨波海水浴場（柏崎市）
- 薬師堂海水浴場（柏崎市）
- 青海川海水浴場（柏崎市）
- 笠島海水浴場（柏崎市）
- 上輪海水浴場（柏崎市）
- 米山海水浴場（柏崎市）
- 鵜の浜温泉海水浴場（上越市）
- 直江津海水浴場（上越市）
- 谷浜海水浴場（上越市）
- 藤崎海水浴場（糸魚川市）
- 百川海水浴場（糸魚川市）
- 能生海水浴場（糸魚川市）
- 糸魚川海水浴場（糸魚川市）
- 親不知海水浴場（糸魚川市）
- 市振海水浴場（糸魚川市）
- 両尾海水浴場（佐渡市）
- 片野尾海水浴場（佐渡市）
- 松ヶ崎海水浴場（佐渡市）
- 多田海水浴場（佐渡市）
- 莚場海水浴場（佐渡市）
- 素浜海水浴場（佐渡市）
- 新町海水浴場（佐渡市）
- 佐和田海水浴場（佐渡市）
- 達者海水浴場（佐渡市）
- 入崎海水浴場（佐渡市）
- 二ツ亀海水浴場（佐渡市）

「日本の水浴場55選」「日本の水浴場88選」「快水浴場百選」入選。

#### 富山県
富山県の海水浴場は日本海（主に富山湾）に面する。
- 宮崎・境海岸海水浴場（朝日町宮崎）

：富山湾外に所在。「快水浴場百選」入選。
- 石田浜海水浴場（黒部市石田）
- 浜黒崎海水浴場（富山市浜黒崎）
- 岩瀬浜海水浴場（富山市岩瀬古志町）
- 八重津浜海水浴場（富山市四方西岩瀬石瀬）
- 雨晴海水浴場（高岡市太田、雨晴海岸）

「日本の水浴場88選」入選。
- 松太枝浜海水浴場（高岡市太田）
- 島尾海水浴場（氷見市島尾）

「日本の水浴場55選」「日本の水浴場88選」「快水浴場百選」入選。
- 松田江浜海水浴場（氷見市窪）
- 小境海水浴場（氷見市小境）
- 灘浦海水浴場（氷見市中波）

#### 石川県
石川県の海水浴場は日本海に面する。
- 庵海水浴場（いいパーク七尾海浜レジャーランド）（七尾市）
- 鵜浦海水浴場（七尾市）
- 塩津海水浴場（七尾市）
- マリンパーク海水浴場（七尾市）
- 松島海水浴場（七尾市）
- 八ヶ崎海水浴場（七尾市）
- そわじ浦海水浴場（七尾市）
- 立戸ノ浜海水浴場（穴水町）
- 羽根海水浴場（能登町）
- 五色ヶ浜海水浴場（能登町）
- 恋路海岸海水浴場（能登町）
- 見附海水浴場（珠洲市）
- 鉢ヶ崎海水浴場（珠洲市）
- 木ノ浦海水浴場（珠洲市）
- 袖ヶ浜海水浴場（輪島市）

「快水浴場百選」入選。
- 琴ヶ浜海水浴場（輪島市）鳴き砂
- 増穂浦海水浴場（志賀町）

「日本の水浴場55選」「日本の水浴場88選」入選。
- 大島海水浴場（志賀町）

「日本の水浴場88選」入選。
- 柴垣海水浴場（羽咋市）
- 休暇村能登千里浜（羽咋市）
- 千里浜海水浴場（千里浜）（羽咋市）
- 出浜海水浴場（宝達志水町）
- 今浜海水浴場（宝達志水町）
- 高松北部海水浴場（かほく市）
- 外日角海水浴場（かほく市）
- 白尾海水浴場（かほく市）
- 高松北部海水浴場（かほく市）
- 西荒屋海水浴場（内灘町）
- 権現森海水浴場（内灘町）
- 内灘海水浴場（内灘町）

「快水浴場百選」入選。
- 徳光海水浴場（白山市）
- 小舞子海水浴場（白山市）
- 根上グリーンビーチ（能美市）
- 安宅海水浴場（小松市）
- 橋立海水浴場（加賀市）
- 黒崎海水浴場（加賀市）
- 片野海水浴場（加賀市）

#### 福井県
福井県の海水浴場は日本海に面する。
- 三国海水浴場（三国サンセットビーチ）（坂井市）

「日本の夕陽百選」入選。
- 浜地海水浴場（坂井市）
- 鷹巣海水浴場（福井市）
- 鮎川海水浴場（福井市）
- 越廼海水浴場（福井市）
- 銭ヶ浜海水浴場（越前町）
- 玉川海水浴場（越前町）
- 梅浦海水浴場（越前町）
- 厨海水浴場（越前町）
- 長須浜海水浴場（越前町）
- 壁石浜海水浴場（越前町）
- 米ノ海水浴場（越前町）
- 糠海水浴場（南越前町）
- 河野海水浴場（南越前町）
- 甲楽城水浴場（南越前町）
- 大比田海水浴場（敦賀市）
- 横浜海水浴場（敦賀市）
- 杉津海水浴場（敦賀市）
- 五幡海水浴場（敦賀市）
- 江良海水浴場（敦賀市）
- 赤崎海水浴場（敦賀市）
- 鞠山海水浴場（敦賀市）
- 市営松原海水浴場（敦賀市）

「日本の水浴場55選」入選。
- 名子海水浴場（敦賀市）
- 縄間海水浴場（敦賀市）
- 常宮海水浴場（敦賀市）
- 沓海水浴場（敦賀市）
- 手ノ浦海水浴場（敦賀市）
- 色ヶ浜海水浴場（敦賀市）
- 浦底海水浴場（敦賀市）
- 水島海水浴場（敦賀市）
- 立石海水浴場（敦賀市）
- 白木海水浴場（敦賀市）
- 丹生海水浴場（美浜町）
- 竹波海水浴場（美浜町）
- 水晶浜海水浴場（美浜町）

「日本の水浴場88選」入選。
- ダイヤ浜海水浴場（ダイヤモンド浜海水浴場）（美浜町）
- 菅浜海水浴場（美浜町）
- 佐田海水浴場（美浜町）
- 坂尻海水浴場（美浜町）
- 和田海水浴場（美浜町）
- 松原海水浴場（美浜町）
- 久々子海水浴場（美浜町）
- 早瀬海水浴場（美浜町）
- 日向海水浴場（美浜町）
- 御神島（若狭町）
- 常神海水浴場（若狭町）
- 神子海水浴場（若狭町）
- 小川海水浴場（若狭町）
- 遊子海水浴場（若狭町）
- 塩坂越海水浴場（若狭町）
- 世久見海水浴場（若狭町）
- 食見海水浴場（若狭町）
- 田鳥海水浴場（小浜市）
- 矢代海水浴場（小浜市）
- 志積海水浴場（小浜市）
- 犬熊海水浴場（小浜市）
- 阿納海水浴場（小浜市）
- 西小川海水浴場（小浜市）
- 加尾海水浴場（小浜市）
- 人魚の浜海水浴場（小浜市）
- 勢浜海水浴場（小浜市）
- 鯉川海水浴場（若狭鯉川シーサイドパーク）（小浜市）
- 長井浜海水浴場（おおい町）
- 塩浜海水浴場（おおい町）
- 袖ヶ浜海水浴場（おおい町）
- 和田浜海水浴場（若狭和田海水浴場）（高浜町）

「日本の水浴場55選」「日本の水浴場88選」「快水浴場百選」入選。
- 白浜海水浴場（高浜町）
- 鳥居浜海水浴場（高浜町）
- 城山海水浴場（高浜町）
- 若宮海水浴場（高浜町）
- 三松海水浴場（はまなすパーク、えびす浜パーク）（高浜町）
- 難波江海水浴場（高浜町）

### 内陸県（中部地方）
山梨県および長野県では、淡水系の水泳場も確認できない。

#### 岐阜県
- 長良川（水泳場）：河川を利用した淡水系水泳場。「日本の水浴場55選」「日本の水浴場88選」に河川で唯一入選。

## 近畿地方

### 京都府
京都府の海水浴場は日本海に面する。
- 野原海水浴場（舞鶴市）
- 竜宮浜海水浴場（舞鶴市）
- 神崎海水浴場（舞鶴市）
- 丹後由良海水浴場（宮津市）
- 栗田海水浴場（宮津市）
- 田井海水浴場（宮津市）
- 天橋立海水浴場（宮津市）
- 日置海水浴場（宮津市）
- 泊海水浴場（伊根町）
- 本庄浜海水浴場（伊根町）
- 袖志海水浴場（京丹後市）
- 久僧海水浴場（京丹後市）
- 平海水浴場（京丹後市）

「日本の水浴場55選」入選。
- 竹野海水浴場（京丹後市）
- 砂方海水浴場（京丹後市）
- 琴引浜遊海水浴場（京丹後市）
- 琴引浜掛津海水浴場（琴引浜、掛津海水浴場）（京丹後市）

海浜は「日本の白砂青松100選」「日本の渚百選」「日本の音風景100選」入選。
- 小浜海水浴場（京丹後市）
- 箱石海水浴場（浜詰海水浴場）（京丹後市）
- 葛野浜海水浴場（京丹後市）
- 小天橋海水浴場（京丹後市）

「日本の水浴場88選」入選。
- 蒲井浜海水浴場（京丹後市）

### 大阪府
大阪府の海水浴場は瀬戸内海（大阪湾）に面する。
- 南港海水浴場（大阪市住之江区）（休止中）
- 二色の浜海水浴場（貝塚市）
- マーブルビーチ（泉南市）

「日本の夕陽百選」入選。
- りんくう南浜海水浴場（樽井サザンビーチ）（泉南市）

「日本の夕陽百選」入選。
- 箱作海水浴場（ピチピチビーチ）（阪南市）
- 淡輪海水浴場（ときめきビーチ）（岬町）

### 兵庫県
兵庫県の海水浴場は瀬戸内海と日本海に面する。

#### 瀬戸内海沿岸
- 須磨海水浴場（神戸市須磨区）
- 舞子海水浴場（アジュール舞子）（神戸市垂水区）
- 大蔵海岸海水浴場（明石市）
- 松江海水浴場（明石市）
- 的形海水浴場（姫路市）
- 白浜海水浴場（姫路市）
- 青井ノ浜（姫路市）離島の男鹿島に所在
- 立ノ浜海水浴場（姫路市）同上
- 新舞子海水浴場（たつの市）
- 大浦海水浴場（たつの市）
- 丸山県民サンビーチ（赤穂市）
- 東福浦海水浴場（赤穂市）
- 福浦海水浴場（赤穂市）

「日本の夕陽百選」入選。
- 唐船海水浴場（唐船サンビーチ）（赤穂市）
- 岩屋県民ビーチ（淡路市）
- 浦県民サンビーチ（淡路市）

「日本の水浴場88選」「快水浴場百選」入選。
- 平林海水浴場（淡路市）
- 尾崎海水浴場（淡路市）
- 多賀の浜海水浴場（淡路市）
- 北淡室津ビーチ（淡路市）
- 安乎海水浴場（洲本市）
- 厚浜海水浴場（洲本市）
- 炬口海水浴場（洲本市）
- 大浜海水浴場（洲本市）

「快水浴場百選」入選。
- 成ヶ島海水浴場（洲本市）
- 都志海水浴場（洲本市）
- 船瀬海水浴場（洲本市）
- 五色浜海水浴場（洲本市）
- 慶野松原海水浴場（南あわじ市）

「日本の水浴場55選」「日本の水浴場88選」入選。「快水浴場百選」特選。海浜は「日本の白砂青松100選」「日本の渚百選」「日本の夕陽百選」入選。
- 丸山海水浴場（南あわじ市）
- 刈藻海水浴場（南あわじ市）
- 阿万海岸海水浴場（南あわじ市）

#### 日本海沿岸
- 気比浜海水浴場（豊岡市）
- 竹野浜海水浴場（豊岡市）

「日本の水浴場55選」「日本の水浴場88選」「快水浴場百選」入選。海浜は「日本の渚百選」入選。
- 浜須井海水浴場（豊岡市）
- 安木浜海水浴場（香美町）
- 香住浜海水浴場（香美町）
- 浜坂県民サンビーチ（新温泉町）
- 諸寄海水浴場（新温泉町）

### 和歌山県
和歌山県の海水浴場は瀬戸内海と太平洋に面する。
- 加太海水浴場（和歌山市）
- 磯ノ浦海水浴場（和歌山市）
- 浪早ビーチ（和歌山市）

「快水浴場百選」入線。
- 片男波海水浴場（和歌山市）

「快水浴場百選」特選。和歌浦は「日本の夕陽百選」入選。
- 浜ノ宮海水浴場（和歌山市）
- 衣奈海水浴場（由良町）
- 小引海水浴場（由良町）
- 大引海水浴場（由良町）
- 方杭海水浴場（日高町）
- 産湯海水浴場（日高町）
- 煙樹ヶ浜（美浜町）
- 江津良海水浴場（白浜町）
- 臨海浦海水浴場（白浜町）
- 白良浜海水浴場（白浜町、白良浜）

「日本の水浴場55選」「日本の水浴場88選」「快水浴場百選」入選。海浜は「日本の渚百選」入選。「日本の夕陽百選」入選。
- 志原海岸海水浴場（白浜町）
- 橋杭海水浴場（串本町）

「日本の水浴場88選」「快水浴場百選」入選。
- 田原海水浴場（串本町）
- 那智海水浴場（ブルービーチ那智）（那智勝浦町）

「日本の水浴場88選」入選。「快水浴場百選」特選。
- 宇久井海水浴場（那智勝浦町）
- 玉の浦海水浴場（那智勝浦町）

### 三重県
三重県の海水浴場は太平洋に面する。
- 千代崎海水浴場（鈴鹿市）
- 鼓ヶ浦海水浴場（鈴鹿市）
- 阿漕浦（津市）
- 御殿場海水浴場（津市）
- 香良洲海水浴場（津市）
- 松名瀬海水浴場（松阪市）
- 二見浦海水浴場（二見浦）（伊勢市）
- 鳥羽白浜海水浴場（鳥羽市）
- 国崎海水浴場（鳥羽市）
- 千鳥ヶ浜海水浴場（鳥羽市）
- 渡鹿野パールビーチ（志摩市）
- 阿児の松原海水浴場（志摩市）
- 御座白浜海水浴場（志摩市）

「日本の水浴場55選」「日本の水浴場88選」「快水浴場百選」入選。
- 次郎六郎海水浴場（志摩市）
- 南張海水浴場（志摩市）
- 相賀浦海水浴場（南伊勢町）
- 城ノ浜海水浴場（紀北町）
- 比幾海岸海水浴場（紀北町）
- 古里海岸海水浴場（紀北町）
- 船越海水浴場（紀北町）
- 小山浦海水浴場（紀北町）
- 三木里海水浴場（尾鷲市）
- 新鹿海水浴場（熊野市）

「日本の水浴場55選」「日本の水浴場88選」「快水浴場百選」入選。
- 大泊海水浴場（熊野市）

### 内陸県（近畿地方）

#### 滋賀県
内陸県である滋賀県の水浴場は全て琵琶湖畔に所在する。これらは湖水浴場・水泳場（淡水系の水浴場）であって海水浴場ではないので、本来は「海水浴場」の一覧に記載されるべきものではない。
：記載順は、湖北地方西端を起点として時計回りで湖畔を一巡りする。
- 二本松キャンプ水泳場（長浜市西浅井町大浦）
- 二本松水泳場（長浜市西浅井町大浦）
- 南浜水泳場（長浜市南浜町）
- さいかち浜水泳場（長浜市田村町および高橋町）
- 松原水泳場（彦根市松原町）

鳥人間コンテスト選手権大会の開催地として有名。
- 新海浜水泳場（彦根市新海町）
- 宮ヶ浜水泳場（近江八幡市沖島町）

「日本の水浴場55選」「日本の水浴場88選」入選。
- 牧水泳場（近江八幡市牧町、湖岸緑地岡山園地内）
- 佐波江水泳場（近江八幡市佐波江町）
- マイアミ浜水泳場（野洲市吉川）
- 第二なぎさ公園内水泳場（守山市今浜町）
- サンシャインビーチ（大津市由美浜）
- 新唐崎水泳場（大津市下坂本）
- 真野浜水泳場（大津市今堅岡）

「日本の水浴場88選」入選。
- 今宿浜水泳場（大津市和邇）
- 和邇浜水泳場（大津市和邇）
- 新和邇浜水泳場（大津市和邇）
- 蓬莱浜水泳場（大津市南船路）
- 松の浦水泳場（大津市荒川）
- 青柳浜水泳場（大津市大物）
- 北比良水泳場（大津市北比良）
- 近江舞子水泳場〈南浜、中浜、北浜〉（大津市南小松）
- 北小松水泳場（大津市北小松）
- 白ひげ浜水泳・キャンプ場（高島市鵜川）
- 萩の浜水泳場（高島市勝野）

萩の浜は「日本の渚百選」に淡水系で唯一入選。
- 近江白浜水泳場（高島市安曇川町下小川）
- 滋賀県立びわ湖こどもの国内水泳場（高島市安曇川町北船木）
- 今津浜水泳場（高島市今津町浜分）
- マキノサニービーチ（知内浜水泳場、高木浜水泳場）（高島市マキノ町西浜）

「快水浴場百選」に淡水系で唯一入選（特選）。

#### 奈良県
内陸県である奈良県では、淡水系の水泳場も確認できない。

## 中国地方

### 鳥取県
鳥取県の海水浴場は日本海に面する。
- 東浜海水浴場（岩美町）
- 羽尾海水浴場（岩美町）
- 浦富海水浴場（岩美町）

「日本の水浴場55選」「日本の水浴場88選」入選。浦富海岸は「日本百景」「日本の白砂青松100選」「日本の渚百選」「平成にっぽん観光地百選」入選。
- 岩戸海水浴場（鳥取市）
- 砂丘海水浴場（鳥取市）

「快水浴場百選」入選。
- 白兎海水浴場（鳥取市）

「日本の水浴場88選」「快水浴場百選」入選。
- 水尻海水浴場（鳥取市）
- 浜村温泉海水浴場（鳥取市）
- 水尻海水浴場（鳥取市）
- 青谷海水浴場（鳥取市）
- 井手ヶ浜海水浴場（鳥取市）
- 石脇海水浴場（湯梨浜町）

「日本の水浴場88選」「快水浴場百選」入選。
- 宇野海水浴場（湯梨浜町）
- 羽合海水浴場（湯梨浜町）
- 八橋海水浴場（琴浦町）
- 皆生海岸（海水浴適地）（米子市）

「日本の水浴場55選」「日本の水浴場88選」入選。海浜は「日本の白砂青松100選」「日本の渚百選」等に入選。

### 島根県
島根県の海水浴場は日本海に面する。
- 北浦海水浴場（松江市）
- 小波海水浴場（松江市）
- 野波海水浴場（松江市）
- 古浦海水浴場（松江市）
- 猪目海水浴場（出雲市）
- 稲佐の浜海水浴場（出雲市）
- 久村海水浴場（キララビーチ）（出雲市）
- 田儀海水浴場（出雲市）
- 羽根海水浴場（大田市）
- 迫海水浴場（大田市）
- 笠ヶ鼻海水浴場（大田市）
- 鳥井海水浴場 (大田市）
- 五十猛海水浴場（大田市）
- 琴ヶ浜海水浴場（大田市）

海浜は「日本の渚百選」「日本の音風景100選」入選。
- 黒松海水浴場（江津市）
- 浅利海水浴場（江津市）
- 波子海水浴場（江津市）
- 石見海浜公園海水浴場（浜田市）

「日本の水浴場55選」「日本の水浴場88選」「快水浴場百選」入選。
- 国府海水浴場（浜田市）
- 生湯海水浴場（浜田市）
- 折居海水浴場（浜田市）
- 土田海水浴場（益田市）
- 持石海水浴場（益田市）
- 三里ヶ浜海岸海水浴場（益田市）
- 小浜海水浴場（益田市）
- 塩浜海水浴場（隠岐の島町）

### 岡山県
岡山県の海水浴場は瀬戸内海に面する。
- 牛窓海水浴場（瀬戸内市牛窓町牛窓）
- 西脇海水浴場（瀬戸内市牛窓町鹿忍）
- 宝伝海水浴場（岡山市）……1978年頃開設、2024年廃止[57][58]。
- 犬島海水浴場（岡山市）……1995年開設、2024年廃止[57][58]。
- 出崎海水浴場（玉野市沼）……閉鎖中[59]。
- 渋川海水浴場（玉野市）……「日本の水浴場55選」「日本の水浴場88選」「快水浴場百選」入選。
- 沙美東海水浴場（倉敷市）
- 沙美海水浴場（倉敷市)「日本の渚百選」入選

### 広島県
広島県の海水浴場は瀬戸内海に面する。
- 小室浜海水浴場（福山市）
- クレセントビーチ（福山市）
- 阿伏兎海水浴場（福山市）
- 横山海岸海水浴場（福山市）
- ドルフィンビーチ海水浴場（福山市）
- 干汐海水浴場（尾道市向島）
- 岩子島海水浴場（尾道市岩子島）
- 大浜海水浴場（尾道市因島）
- 折古ノ浜海水浴場（尾道市因島）
- 瀬戸田サンセットビーチ（尾道市生口島）

「日本の水浴場55選」「日本の水浴場88選」入選。
- 的場海水浴場（竹原市）
- 梅ケ浜海水浴場（竹原市）
- 大久野島海水浴場（竹原市大久野島）
- 小松原海水浴場（東広島市）
- オレンジビーチ（呉市）
- 七浦海水浴場（呉市）
- 狩留賀海水浴場（呉市）
- 県民の浜（呉市上蒲刈島）

「日本の水浴場55選」「日本の水浴場88選」「快水浴場百選」入選。
- 恋ヶ浜海水浴場（呉市上蒲刈島）
- 梶ヶ浜海水浴場（呉市下蒲刈島）
- 桂ヶ浜海水浴場（呉市倉橋島）
- 沖美ブルービーチ（江田島市）
- 沖美ニューブルービーチ（江田島市）
- がんねムーンビーチ（江田島市）
- ヒューマンビーチ長瀬（江田島市）
- ベイサイドビーチ坂（坂町）
- 包ヶ浦海水浴場（廿日市市宮島）

### 山口県
山口県の海水浴場は瀬戸内海と日本海に面する。
- 通津海水浴場（通津美ヶ浦海水浴場）（岩国市）
- 潮風公園みなとオアシスゆう（岩国市）
- 阿月湯原海水浴場（柳井市）
- 湯原海水浴場（柳井市）
- 五十谷海水浴場（柳井市平郡島）
- 逗子ヶ浜海水浴場（周防大島町）

「日本の水浴場88選」入選。
- 片添ヶ浜海水浴場（周防大島町）

「日本の水浴場88選」「快水浴場百選」入選。
- 立岩海水浴場（周防大島町）
- 室積海水浴場（光市）

「日本の水浴場88選」「快水浴場百選」入選。
- 虹ヶ浜海水浴場（光市）

「日本の水浴場55選」「日本の水浴場88選」「快水浴場百選」入選。
- 白浜海水浴場（下松市笠戸島）
- はなぐり海水浴場（下松市笠戸島）
- 刈尾海水浴場（周南市）
- 富海海水浴場（防府市）
- 田ノ浦海水浴場（防府市）

「日本の水浴場55選」入選。
- 野島海水浴場（防府市野島）
- 中道海水浴場（山口市）
- 若宮海水浴場（宇部市）
- キワ・ラ・ビーチ（宇部市）
- 岐波海水浴場（宇部市）
- 白土海水浴場（宇部市）
- 常盤海水浴場（宇部市）
- きららビーチ焼野（山陽小野田市）

「日本の夕陽百選」入選。
- 湊海水浴場（萩市）
- 瀬越海水浴場（萩市）
- 長磯海水浴場（萩市）
- 筒尾海水浴場（阿武町）
- 菊ヶ浜海水浴場（萩市）

「快水浴場百選」入選。「日本の夕陽百選」入選。
- 大浜海水浴場（長門市）
- 阿川ほうせんぐり海浜公園（下関市）
- 島戸海水浴場（下関市）
- コバルトブルービーチ（下関市）
- 角島大浜海水浴場（角島）（下関市）
- ホテル西長門リゾート（下関市）
- 赤田海水浴場（下関市）
- 肥中海水浴場（下関市）
- 土井ヶ浜海水浴場（下関市）

「日本の水浴場55選」「日本の水浴場88選」「快水浴場百選」入選。
- 土井ヶ浜中央海水浴場（下関市）
- 並び松海海水浴場（下関市）
- 後浜海水浴場（下関市）
- 小串海水浴場（下関市）
- 室津海水浴場（下関市）
- 吉母海水浴場（下関市）
- 安岡海水浴場（下関市）
- 綾羅木海水浴場（下関市）
- ひこっとらんどマリンビーチ（下関市）

## 四国地方

### 香川県
香川県の海水浴場は瀬戸内海に面する。
- 小浦海水浴場（東かがわ市）
- 青木海水浴場（さぬき市）
- 津田の松原海水浴場（さぬき市）

琴林公園は「日本の白砂青松100選」「日本の渚百選」「香川のみどり百選」入選。
- 興津海水浴場（さぬき市）
- 高尻海水浴場（高松市）
- 篠尾海水浴場（高松市）
- 鎌野海水浴場（高松市）
- 江ノ浜海水浴場（高松市）
- 女木島海水浴場（高松市女木島）

「快水浴場百選」入選。「日本の夕陽百選」入選。
- 沙弥島海水浴場（坂出市）

「快水浴場百選」入選。
- 本島泊海水浴場（丸亀市本島）

「日本の水浴場88選」入選。「快水浴場百選」特選。
- 海岸寺海水浴場（多度津町）
- 大浜海水浴場（三豊市）
- 有明浜海水浴場（有明浜）（観音寺市）

「日本の水浴場55選」「日本の水浴場88選」入選。海浜は「日本の渚百選」入選。
- オリーブビーチ（小豆島町）
- 鹿島海水浴場（土庄鹿島海水浴場）（土庄町）
- 小瀬海水浴場（土庄町）
- 王子ヶ浜海水浴場（土庄町）
- 神子ヶ浜海水浴場（土庄町）
- 泊浦海水浴場（直島町）
- 琴反地海水浴場（直島町）
- 内ノ浜海水浴場（直島町）

### 愛媛県
愛媛県の海水浴場は瀬戸内海に面する。
- 寒川海水浴場（四国中央市）
- 垣生海水浴場（マリンパーク新居浜・新居浜マリーナ）（新居浜市）
- 高須海岸海水浴場（西条市）
- 国民休暇村海水浴場（今治市）
- 唐子浜（今治市）

「日本の渚百選」入選。
- 伯方ビーチ（今治市伯方島）
- 盛水浴場（今治市大三島）
- 台海水浴場（今治市大三島）
- 松原海水浴場（上島町）

「快水浴場百選」入選。
- 浅海海水浴場（松山市）
- 堀江海水浴場（松山市）
- 鹿島海水浴場（松山市鹿島）

「日本の水浴場55選」「日本の水浴場88選」入選。
- 姫ヶ浜海水浴場（姫ヶ浜）（松山市中島）
- 額場浜海水浴場（松山市野忽那島）
- 新川海水浴場（伊予市）
- 五色姫海浜公園（伊予市）
- ふたみシーサイド公園（伊予市）
- 長浜海水浴場（大洲市）
- 松笠海水浴場（大洲市）
- 須沢海水浴場（大洲市）
- 夢永海水浴場（八幡浜市）
- 川之浜海水浴場（伊方町）
- 横ハエ海水浴場（西予市）
- 宮之串海水浴場（西予市）
- 大早津海水浴場（西予市）
- 日崎海水浴場（宇和島市日振島）
- 須ノ川海水浴場（愛南町）
- 室手海水浴場（愛南町）
- 愛南町鹿島海水浴場（愛南町鹿島）

### 徳島県
徳島県の海水浴場は瀬戸内海と太平洋に面する。
- 鳴門海水浴場（鳴門市）
- 月見ヶ丘海水浴場（松茂町）
- 小松海水浴場（徳島市）
- 淡島海水浴場（阿南市）
- 北の脇海水浴場（阿南市）
- 袙海水浴場（阿南市）
- 内妻海水浴場（海部郡牟岐町）
- 田井ノ浜海水浴場（海部郡美波町）

「快水浴場百選」入選。
- 大砂海水浴場（海部郡海陽町）

「日本の水浴場55選」「日本の水浴場88選」入選。「快水浴場百選」特選。

### 高知県
高知県の海水浴場は太平洋に面する。
- 白浜海水浴場（東洋町）
- 住吉海水浴場（香南市）
- 手結海水浴場（香南市）
- ヤ・シィパーク（香南市）

「快水浴場百選」入選。
- 種崎海水浴場（高知市）
- 小矢井海水浴場（中土佐町）
- 興津海水浴場（小室ノ浜海水浴場）（四万十町）

「日本の水浴場55選」「日本の水浴場88選」「快水浴場百選」入選。
- 平野サーフビーチ海水浴場（四万十市）
- 平野海水浴場（四万十市）
- 桜浜海水浴場（土佐清水市）

## 九州地方

### 福岡県
福岡県の海水浴場は瀬戸内海と日本海に面する。
- 浜の宮海水浴場（築上郡築上町）
- 長井海水浴場（行橋市）
- 脇田海水浴場（北九州市若松区）
- ともろビーチ（北九州市若松区）
- 岩屋海水浴場（北九州市若松区）
- 柏原海水浴場（芦屋町）
- 芦屋海水浴場（芦屋町）
- 波津海水浴場（岡垣町）：「快水浴場百選」入選。
- 鐘崎海水浴場（宗像市）
- 深浜海水浴場（宗像市）
- さつき松原海水浴場（宗像市）
- 神湊海水浴場（宗像市）
- 白石浜海水浴場（福津市）
- 津屋崎海水浴場・宮地浜海水浴場（福津市）
- 新宮海水浴場（新宮町）
- 三苫海水浴場（福岡市東区）
- 志賀島海水浴場（福岡市東区）
- 大岳海水浴場（福岡市東区）
- 勝馬海水浴場（福岡市東区）
- シーサイドももち海浜公園（福岡市早良区）：人工海浜。
- 愛宕浜海水浴場（福岡市西区）：人工海浜。
- 大泊海水浴場・能古島海水浴場（福岡市西区）
- 生の松原海水浴場（福岡市西区）
- 野北海水浴場（糸島市）
- 芥屋海水浴場（糸島市）：「日本の水浴場88選」「快水浴場百選」入選。

### 佐賀県
佐賀県の海水浴場は東シナ海に面する。
- 浜崎海水浴場（虹ノ松原。唐津市）
- 東の浜海水浴場（唐津市）
- 西の浜海水浴場（唐津市）
- 幸多里の浜海水浴場（唐津市）
- 相賀の浜海水浴場（唐津市）
- 伊万里人工海浜公園イマリンビーチ（伊万里市黒川町福田）：人工海浜。「日本の水浴場55選」「日本の水浴場88選」入選。
- 波戸崎海水浴場（唐津市）
- 白浜海水浴場（藤津郡太良町）

### 長崎県
長崎県の海水浴場は東シナ海に面する。
- 伊王島海水浴場（長崎市）
- 高島海水浴場（長崎市）「日本の水浴場88選」入選。
- 高浜海水浴場（長崎市）：「日本の水浴場88選」「快水浴場百選」入選。
- 脇岬海水浴場（長崎市）：「日本の水浴場88選」入選。
- 大浜海水浴場（佐世保市）：「快水浴場百選」入選。
- 白浜海水浴場（佐世保市）：「快水浴場百選」入選。
- スゲ浜海水浴場（佐世保市）
- 野田海水浴場（南島原市）
- 前浜海水浴場（南島原市）
- 白浜海水浴場（南島原市）：「快水浴場百選」入選。
- 千々石海水浴場（雲仙市千々石町丙）
- 根獅子海水浴場（平戸市）：「日本の水浴場55選」「日本の水浴場88選」「快水浴場百選」入選。
- 一六海水浴場（平戸市）
- 宝の浜海水浴場（松浦市）
- 蛤浜海水浴場（新上五島町）：「日本の水浴場88選」「快水浴場百選」入選。
- 船崎海水浴場（新上五島町）
- 高浜海水浴場（五島市）：「日本の水浴場55選」「日本の水浴場88選」「快水浴場百選」入選。
- 頓泊海水浴場（五島市）
- 清石浜海水浴場（壱岐市）
- 筒城浜海水浴場（壱岐市）：「日本の水浴場55選」「日本の水浴場88選」「快水浴場百選」入選。
- 辰の島海水浴場（壱岐市）：「快水浴場百選」入選。
- 錦浜海水浴場（壱岐市）
- 大浜海水浴場（壱岐市）
- 串山海水浴場（壱岐市）
- 塩樽海水浴場（壱岐市）
- 小水浜海水浴場（壱岐市）
- 美津島町海水浴場（対馬市）：「日本の水浴場88選」入選。

### 熊本県
熊本県の海水浴場は東シナ海に面する。
- 赤瀬海水浴場（宇土市）
- 大田尾海水浴場（宇城市）
- 御立岬公園海水浴場（芦北町）
- 弓ケ浜海水浴場（上天草市）
- 白涛海水浴場（上天草市）
- 唐船ケ浜海水浴場（上天草市）
- 白鶴浜海水浴場（天草市）：「日本の水浴場55選」「日本の水浴場88選」「快水浴場百選」入選。
- 四郎ヶ浜ビーチ（天草市）：「快水浴場百選」入選。
- 砂月海水浴場（天草市）
- 魚貫崎海水浴場（天草市）
- 茂串海水浴場（天草市）
- 富岡海水浴場（苓北町）：「快水浴場百選」入選。

### 大分県
大分県の海水浴場は瀬戸内海と太平洋に面する。
- 長崎鼻海水浴場（豊後高田市）
- 姫島海水浴場（姫島村）
- 黒津崎海水浴場（国東市）
- 奈多・狩宿海水浴場（杵築市）：「日本の水浴場88選」「快水浴場百選」入選。
- 住吉浜海水浴場（杵築市）
- 糸ヶ浜海水浴場（日出町）
- 田ノ浦ビーチ海水浴場（大分市）
- 黒ヶ浜海水浴場（大分市）：黒ヶ浜は「日本の渚百選」入選。
- 黒島海水浴場（臼杵市）：「快水浴場百選」入選。
- 冠海水浴場（津久見市）
- 高浜海水浴場（津久見市）
- 瀬会海水浴場（佐伯市）：「日本の水浴場88選」「快水浴場百選」入選。
- 間越海水浴場（佐伯市）
- 元猿・高山海水浴場（佐伯市）：元猿海岸は「日本の渚百選」入選。
- 波当津海水浴場（佐伯市）：海浜は「日本の白砂青松百選」入選。
- 深島海水浴場（佐伯市）

### 宮崎県
宮崎県の海水浴場は太平洋に面する。
- 青島海水浴場（宮崎市）：「日本の水浴場55選」「日本の水浴場88選」「快水浴場百選」入選。
- サンビーチ一ツ葉（宮崎市）
- 白浜海水浴場（宮崎市）
- 富土海水浴場（日南市）：「快水浴場百選」入選。
- 大堂津海水浴場（日南市）：「快水浴場百選」入選。
- 栄松海水浴場（日南市）
- 高松海水浴場（串間市）
- 高鍋海水浴場（高鍋町）：「快水浴場百選」入選。
- 金ケ浜海水浴場（日向市）
- お倉ヶ浜海水浴場（日向市）
- 伊勢ヶ浜海水浴場（日向市）：「日本の水浴場55選」「日本の水浴場88選」「快水浴場百選」入選。
- 御鉾ケ浦海水浴場（日向市）
- 浦城海水浴場（延岡市）
- 須美江海水浴場（延岡市）：「日本の水浴場88選」「快水浴場百選」入選。
- 熊野江海水浴場（延岡市）
- 下阿蘇ビーチ（延岡市）：「快水浴場百選」特選。

### 鹿児島県
鹿児島県の海水浴場は太平洋と東シナ海に面する。
- 磯海水浴場（鹿児島市）
- 生見海水浴場（鹿児島市）
- 小浜海水浴場（霧島市）
- 高須海水浴場（鹿屋市）
- 浜田海水浴場（鹿屋市）
- ダグリ岬海水浴場（志布志市）
- 阿久根大島の海水浴場（阿久根市）：「日本の水浴場55選」「日本の水浴場88選」「快水浴場百選」入選。
- 脇本海水浴場（阿久根市）：「快水浴場百選」入選。
- 大川島海水浴場（阿久根市）
- 西方海水浴場（薩摩川内市）
- 手打海水浴場（薩摩川内市）
- 唐浜キャンプ海水浴場（薩摩川内市）
- 浦田海水浴場（西之表市）：「日本の水浴場88選」入選。
- 大浜海浜公園（奄美市）：「日本の水浴場55選」「日本の水浴場88選」「快水浴場百選」入選。
- 沖泊海浜公園（知名町）
- 兼母海岸（与論町）
- 大金久海岸（与論町）
- 百合ケ浜（与論町）
- 赤崎海岸（与論町）
- ゴールドビーチヒル大浜海水浴場（南大隅町）

## 沖縄地方

### 沖縄県
沖縄県の海水浴場は太平洋と東シナ海に面する。
沖縄県では「海水浴場」という語がほとんど用いられず、地形を示す「海浜」「海岸」「ビーチ」などといった語と、施設を示す「海水浴場」の使い分けが、他の都道府県ほどにはなされていない。そのため、「○○浜」「○○ビーチ」等の地名だけではそこが遊泳可能区域（海水浴場、海水浴適地）なのか禁止区域なのかを判断することはできない。「ビーチ」はしばしば「海水浴場」の意味でも用いられる語であるが、沖縄県では遊泳禁止区域も同じく「ビーチ」の名で呼ばれるので、確認が必須である。
- cf. ≪外部リンク≫ “ビーチ特集”. 美ら島物語（ウェブサイト）.  日本トランスオーシャン航空. 2011年9月5日閲覧。

#### 沖縄諸島
沖縄本島
- エメラルドビーチ（国頭郡本部町石川424、国営沖縄記念公園内）

人工海浜。「日本の水浴場55選」「日本の水浴場88選」「快水浴場百選」入選。
- ブセナビーチ（名護市喜瀬）：「日本の水浴場88選」入選。
- かりゆしビーチ（名護市名嘉真ヤーシ原）
- 屋我地ビーチ（屋我地ビーチキャンプ場）（名護市屋我143、屋我地島）
- 幸喜前浜公園内海水浴場（名護市幸喜前浜［こうきめーぬはま］）
- 漢那ビーチ（国頭郡宜野座村漢那［かんな］）
- 万座ビーチ（国頭郡恩納村瀬良垣2260、万座毛）：海水浴場として「快水浴場百選」特選。
- ANAインターコンチネンタル万座ビーチリゾート（国頭郡恩納村瀬良垣2260、万座毛）
- リザンシーパークビーチ（国頭郡恩納村谷茶1496）：「快水浴場百選」特選。
- サンマリーナビーチ（国頭郡恩納村冨着66-1）：「快水浴場百選」入選。
- タイガービーチ（国頭郡恩納村冨着）
- ムーンビーチ（国頭郡恩納村前兼久1203）：「快水浴場百選」特選。
- ルネッサンスビーチ（国頭郡恩納村山田3425-2）：「快水浴場百選」特選。
- いんぶビーチ（国頭郡恩納村名嘉真）
- 宇堅ビーチ（うけんビーチ）（うるま市宇堅644-3）
- 残波ビーチ（ざんぱビーチ）（中頭郡読谷村宇座1922）
- アハラビーチ（中頭郡北谷町美浜）
- サンセットビーチ（中頭郡北谷町美浜）
- 西原きらきらビーチ（中頭郡西原町字東崎17）：2008年、供用開始。
- トロピカルビーチ（宜野湾市真志喜4-2-1、宜野湾海浜公園内）：人工海浜。
- 波の上ビーチ（波之上市民ビーチ）（那覇市若狭1-25）：人工海浜。
- 新原ビーチ（みいばるビーチ）（南城市玉城字百名）
- 安座間サンサンビーチ（南城市知念字安座真［あざま］）
- 美美ビーチいとまん（びびビーチいとまん）（糸満市西崎）：人工海浜。2006年、供用開始。

伊平屋島
- 米崎海岸（よねさきかいがん）（島尻郡伊平屋村）

粟国島
- 長浜ビーチ（島尻郡粟国村浜）

瀬底島
- 瀬底ビーチ（国頭郡本部町瀬底）

水納島
- 水納ビーチ（みんなビーチ）（国頭郡本部町）

伊計島
- うるま市与那城
- 伊計ビーチ（うるま市与那城伊計405）
- 大泊ビーチ（うるま市与那城1012）

浜比嘉島
- ムルク浜（うるま市与那城1012）

コマカ島
- コマカビーチ（南城市知念字久手堅676）：コマカ島は沖縄本島南部沖の無人島。

津堅島
- トゥマイ浜 津堅ビーチ（うるま市勝連津堅1472-4）

久米島
- イーフビーチ（島尻郡久米島町字謝名堂）：海浜として「日本の渚百選」入選。cf.
- ハテの浜（島尻郡久米島町奥武）：地名は、久米島沖にあるの3つの砂州の総称。cf.

#### 宮古列島
宮古島
- 砂山ビーチ（宮古島市平良字下崎）
- パイナガマビーチ（宮古島市平良字南西里）
- 保良泉ビーチ（ぼらがービーチ）（宮古島市城辺字保良）
- 新城海岸（あらぐすくかいがん）（宮古島市城辺字新城）
- 吉野海岸（海水浴適地）（宮古島市城辺字吉野）
- 与那覇前浜ビーチ（よなはまえはまビーチ）（宮古島市下地字与那覇）

池間島
- カギンミ浜（池間ロープ）（宮古島市）
- フナクス浜（池間ブロック）（宮古島市）
- お浜（宮古島市平良字前）

来間島
- 長間浜（宮古島市来間）

伊良部島
- 佐和田の浜（宮古島市伊良部字佐和田）
- 渡口の浜（宮古市伊良部）
- 長山浜（宮古島市伊良部字長浜）

下地島
- 中ノ島（宮古島市伊良部）

多良間島
- ふるさと海浜公園（海水浴場）（宮古郡多良間村仲筋）

#### 八重山列島
石垣島
- 伊原間の浜　　　　　　　（石垣市伊原間）
- 米原海岸　　　　　　　　（石垣市米原［よねはら］）
- 底地ビーチ　　　海水浴場（石垣市川平底地［すくじ］）
- 明石の浜　　　　　　　　（明石海岸）（石垣市明石）
- 伊野田の浜　　　　　　　（石垣市伊野田）
- フサキビーチ　　海水浴場（石垣市新川）
- マエザトビーチ　海水浴場（石垣市真栄里）

竹富島
- コンドイビーチ（八重山郡竹富町竹富）
- カイジ浜（八重山郡竹富町竹富）

小浜島
- トゥマールビーチ（八重山郡竹富町小浜）
- はいむるぶし（八重山郡竹富町小浜3000）

嘉弥真島
- 嘉弥真（八重山郡竹富町）

西表島
- 星砂の浜（八重山郡竹富町上原）
- トゥドゥマリの浜（月ヶ浜、月が浜、ムーンビーチ）（八重山郡竹富町上原）
- イダの浜（八重山郡竹富町西表島船浮）
- 南風見田の浜（八重山郡竹富町南風見）

黒島
- 西の浜（八重山郡竹富町黒島）
- 仲本海岸（八重山郡竹富町黒島）

鳩間島
- 立原浜（たちばるはま）（八重山郡竹富町鳩間）
- 島仲浜（しまなかはま）（八重山郡竹富町鳩間島仲浜）

波照間島
- ニシ浜（北浜、ニシ浜ビーチ）（八重山郡竹富町波照間。日本最南の海水浴場［cf.］[注 2]）[60]

与那国島
- ナンタ浜（八重山郡与那国町与那国）
- ダンヌ浜（八重山郡与那国町与那国）
- 比川浜（ひがわはま）（八重山郡与那国町与那国）